# バアタスレン・シュウダツェツェグ
バアタスレン・シュウダツェツェグ(Baatarsuren Shuudertsetseg モンゴル語: Баатарсүрэн Шүүдэрцэцэг（本名Baatarsuren Togtokhbayar モンゴル語: Баатарсүрэн Тогтохбаяр）は、モンゴル国のジャーナリスト、作家、映画プロデューサーである。
1971年にウランバートル市で生まれた。1989年から1995年までロシア（旧ソ連）のイルクーツク市立大学およびモンゴル国立大学でジャーナリズムを専攻し卒業。
中学生時代から、彼女の書いた記事や インタビューなどが当時のモンゴルで二番目に大きな新聞社“Zaluuchuudiin Unen”（青少年の現実）に掲載されていた。そして、大学生時代に当時の政治中央メディアであった “Ardiin Erkh” (モンゴル語: Ардын эрх)（国民の権利）新聞に勤め始めた。
1995年、 モンゴル国立大学のジャーナリズム専攻を首席で卒業したことが評価され、“Ardiin Erkh”新聞では法律記者・コラムニスト兼コラムニスト部の部長として活動。作家シュウダツェツェグとしては『Suuder dairsan baga nas』（日陰の幼少時代）、『Chimodantai Um』（スーツケースの物）という裁判所における日記（ノンフィクション小説）で、1996年度の最優秀小説賞を受賞。
ジャーナリズム修士号をマレーシア国リンコクヴン大学で取得し、モンゴル国立大学の博士課程に籍を置く。
モンゴル女性財団法人の理事長を務めるほか、財団法人アムネスティ・インターナショナルモンゴルの女性組織メンバー、モンゴル映画局映画部メンバー、若い女性をサポートする “Gunj”センターのサポーター、“男女平等法 プロジェクト”のメンバーとして働いている。
女性の権利に関する幅広い話題で記事を書き講演も行っている。 女性の権利について“180度”というテレビドラマを制作し、DVDも発売された。 
2002年以降は『Хулан』（野生の馬）、『Шүрэн бугуйвч』（コーラルブレスレット）、『Э-майлаар илгээсэн захиа сарнай』（メールで送ったバラ）、『Үйсэн дээрх бичээс』（コルク上の記事）、『Чимээгүй хашгираан』（サイラス・スクリーム）、『Цасан нулимс』（雪の涙）、『Зургадугаар сарын цас』（六月の涙）、『Сэтгэлийн анир』（心の音）、『Tuujuud』（中編小説）等の本を出版した。人権の保護に関する古典である 『アンネ・フランクの日記』をモンゴルで出版、“世界的に有名な女性作家達”の経歴本を翻訳出版した。自身の作品においては、現代のモンゴル人の特徴や若者の夢を題材にしていたが、最近の作品ではモンゴル国の歴史や歴史上の后に関する精緻な研究に基づいた執筆活動を行っている。
出版で得た収益から、財団法人アムネスティ・インターナショナルモンゴル、モンゴル女性財団法人へ定期的に寄付をしている。
夫と三人の娘と一緒に暮らしている。

## 受賞
- 2007年、小説『コーラルブレスレット』で優良図書“Grand Book賞”を受賞。
- 2008年、伝説物語部門で『Шүүдэрцэцэг』が、CDが“注目のブック賞”を受賞。小説『伝説の女王アヌ』がモンゴル作家ベスト・ブック賞を受賞。
- 2009年、文学部門の“社会的な女性賞”を受賞。
- 2011年、“Grand”誌の社会的・文化的部門の“グランド・レイディ”に、2012年にはクリエイティブ女性にノミネートされ、“美しいバラ賞”を受賞。

## 著作物
- 2002年、最初の短編小説『Хулан』（野生の馬）を出版し、若者に人気を博した。
- 2003年、現代の青春ロマンスや自立できる社会環境のための戦いなど、モンゴルの新しい時代を表現した『Шүрэн бугуйвч』（コーラルブレスレット）小説を出版。若者の必読書100選の中の一冊に選ばれ、“CACピクチャーズ”スタジオにより映画化もされた。
- 2004年、『Э-майлаар илгээсэн захиа сарнай』（メールで送ったバラ）
- 2005年、『Үйсэн дээрх бичээс』（コルク上の記事）
- 2007年、『Чимээгүй хашгираан』（サイラス・スクリーム）
- 2008年、「Сэтгэлийн ани」（心の音）小説集、“シュウダツェツェグ”特集小説の朗読CD本を発売。人権の保護に関するクラシック作品である“アンネ・フランクの日記”を改訳して出版。同年、世界的に有名な女性作者の経歴をまとめた書を翻訳、出版する。小説『Шүрэн бугуйвч』（コーラルブレスレット）を元に“CACピクチャーズ”スタジオで映画化された作品が2007年度の最人気映画になった。
- 2009年、女性の権利について取り扱う『180度』というテレビドラマは、社会の底辺に生きる女性の存在、社会的差別を描いた最初の作品になった。テレビドラマのDVDはモンゴル女性財団法人の支援を受けて発売された。
- 2009年、中編小説『түүхүүд』を出版。
- 2010年、小説『Домогт Ану хатан』（伝説の女王アヌ ）が全国ベストセラーとなり、販売冊数で“Interbook”書店の“Best of best賞”を受賞。『хайр』（愛）朗読本、女性の権利を話題にした小説『Миний ертөнц』（私の世界）を出版。
- 2011年、『Домогт Ану хатан』（伝説の女王アヌ ）の脚本を書き、自らのプロデュースによって国立演劇劇場で上演。これが伝説の女王の初の舞台化となった。
- 2011年、『хайрын тухай зүүд』（愛の夢）という3冊目の朗読本、特集小説『хүслийн сарнай』（欲望のバラ）、中編小説『өнгөт уруул』（サクランボ色の唇）を出版。
- 2012年、“Shuuder”映画プロダクションを立ち上げて映画『Ану хатан』（女王アヌ）の脚本を手がける。2011年7月から映画編集チームを組織し、満洲侵略に抵抗して命を落とした勇敢な女王アヌについての歴史映画を制作。夫のD.Boldkhuyagがプロデューサーとして協力し、2013年1月18日に上映された。モンゴル映画祭“アカデミー賞”の“最優秀構想”、“最優秀映画投資”、“最優秀俳優”賞を受賞した。当映画は “Warrior Princess”（戦士の王女）というタイトルで2014年9月に欧米の映画市場にてDVDが発売された。“Shuuder”映画プロダクションは、1945年にモンゴルで捕虜の身になってしまった日本軍人Tamura Hiroshi（田村 博）に関するドキュメンタリー“私はモンゴルに生まれる”を制作。このドキュメンタリーの台本を手がけたのが夫のD.Boldkhuyagだった。夫婦によるプロデュースが話題となりFacebookインターネット上だけで、10万人が観たという記録がある。
- 2015年、小説『Үүлэн хээтэй орчлон』（雲の模様の様な宇宙）を出版し、全国で半年間のベストセラーを記録した。
- その後、アクション映画『Хотлун гүнж』（王女ホトルン）のプロジェクトを始める。